# 王椿
王 椿（おう ちん、479年 - 540年）は、北魏・東魏の官僚。字は元寿。本貫は太原郡晋陽県。

## 経歴
王叡の子として生まれた。若くして父の蔭官により秘書中散に任じられた。481年（太和5年）、父が死去すると、辞職して喪に服した。後に羽林監・謁者僕射に任じられたが、母の喪に服すため任を解かれた。504年（正始元年）、中散に任じられた。後に太原郡太守として出向し、鎮遠将軍の号を加えられたが、事件に連座して免官された。王椿は宏壮な邸宅で1000人あまりの僮僕を抱え、声妓を侍らせて悠々自適の生活を送った。出仕を勧める者がいても、笑って応じなかった。正光年間、元叉が明堂・辟雍を建設するため、王椿を将作大匠として召し出そうとしたが、王椿は病と称して固辞した。
孝昌年間、爾朱栄の推挙を受けて、征虜将軍・都督の任を加えられ、汾州の胡族の反乱に対処するため出兵した。王椿は胡族たちの不満をなだめて、反乱を静めた。右将軍・太原郡太守に任じられた。528年（建義元年）、孝荘帝擁立の功労により、遼陽県開国子に封じられた。ほどなく真定県開国侯に進んだ。持節・右将軍・華州刺史に任じられた。まもなく使持節・散騎常侍・殷州刺史に転じた。530年（建明元年）、長広王元曄が即位すると、王椿は都官尚書に任じられたが、固辞して受けなかった。永熙年間、行冀州事となった。ほどなく使持節・散騎常侍・車騎将軍・瀛州刺史に任じられた。ときに風雹の災異があり、孝武帝に意見を求められた。王椿は風雹の害を上帝の天譴とみなし、賢士を登用して礼遇し、人民を休息させるよう上疏した。
東魏の天平末年、太原郡の故郷に帰り、爾朱栄の旧宅を邸として移り住んだ。高歓が晋陽に入ると、王椿に敬意を示して礼遇した。後に老病を患うと、高歓の霸府を辞して、趙郡の西の鯉魚祠山に寓居した。540年（興和2年）春、死去した。享年は62。使持節・都督冀瀛二州諸軍事・驃騎大将軍・尚書左僕射・太尉公・冀州刺史の位を追贈された。諡は文恭といった。

## 妻子

### 妻
- 魏氏（魏悦の次女。爾朱栄の妻の北郷郡長公主の敬愛を受けた。永安年間に南和県君となる。東魏の元象年間に死去し、鉅鹿郡君の位を贈られた）

### 子
子はなく、兄の孫の王叔明が後を嗣いだ。叔明は太尉参軍事・儀同開府祭酒となり、晋陽で死去した。

## 伝記資料
- 『魏書』巻93 列伝第81
- 『北史』巻92 列伝第80